# Prison de la Croisée
La prison de la Croisée est un établissement pénitentiaire situé sur la commune d'Orbe dans le canton de Vaud. La prison accueille des individus en détention préventive et des condamnés à de courtes peines. Bien que l'établissement connaisse une situation de surpopulation carcérale, cette dernière est moins prégnante que dans d'autres établissements romands comme la prison du Bois-Mermet (Vaud) ou la prison de Champ-Dollon (Genève).

## Présentation

### Description et conditions de détention
La prison de la Croisée est un établissement pénitentiaire situé sur la commune d'Orbe (Vaud). Il est donc géographiquement proche des établissements de la plaine de l'Orbe mais en est administrativement distinct.
La prison est conçue pour accueillir principalement des détenus avant leur jugement (détention préventive). Quelques places sont également destinées à des détenus effectuant une courte peine.
La prison est organisée entre un secteur arrivant de 7 unités, dévolu aux détenus en détention préventive et à ceux en attente de transfert, et un secteur de vie de 6 unités, pour les détenus en exécution anticipée (4 unités) ou exécutant des peines courtes (2 unités).
Le secteur arrivant a pour vocation de permettre un premier contact des personnes incarcérées avec la prison et ses règles de fonctionnement. C'est aussi l'occasion pour l'administration pénitentiaire (surveillants, travailleurs sociaux) et le personnel médical de mettre en place un plan de détention efficace pour l'individu. En revanche, il n'est pas possible de travailler dans ce secteur. Les seules activités hors-cellule sont donc la promenade et les activités récréatives comme le sport.
Les ateliers de travail proposés dans le secteur de vie concernent la production de service interne à la prison (buanderie, maintenance, polyvalent, intendance, entretien des espaces sportifs, bibliothèque) ou favorisent la réinsertion de la personne à la fin de sa peine (poterie et bois).
Malgré la surpopulation carcérale qui touche l'établissement, des détenus font état de conditions de détention correctes voire bonnes,.

### Capacité d'accueil et installations
En 1983, la prison de la Croisée est construite sur un site accueillant un établissement dédié à la prise en charge de personnes alcooliques.
Un premier agrandissement de la prison est réalisé en 1994. En 2004, la prison connaît d'importants changements avec la construction des unités de vie et l'augmentation des places de détention.
En mai 2012, 23 nouvelles places dans le secteur dédié à l'exécution de peine sont construites.
En mai 2013, 40 nouvelles places pour la détention avant jugement sont créées. À la fin de l'été, 41 places supplémentaires en détention avant jugement sont ajoutées, portant l'extension de la prison à 81 places pour la détention avant jugement,. Ces nouvelles places sont réalisées dans le secteur des arrivants.
En 2014, des travaux de sécurisation de l'établissement ont lieu.
Une nouvelle série de travaux de sécurisation est décidée en octobre 2017. Il est notamment prévu un réaménagement du parking, une réorganisation du système de clés et la construction d'une seconde enceinte de sécurité. Une nouvelle série de crédit concernant la sécurisation des espaces extérieurs est votée par les députés vaudois en février 2020. Il est envisagé de créer un périmètre de sécurité commun à la prison de la Croisée et aux établissements de la plaine de l'Orbe, le tout dirigé depuis un poste de contrôle avancé.

### Occupation de l'établissement
Entre 2010 et 2012, le taux d'occupation de la prison de la Croisée passe de 130 à 140 %,.
La construction de nouvelles places de détention a permis de limiter la suroccupation de l'établissement en 2012 et 2013. Toutefois, la direction du Service pénitentiaire vaudois indique être consciente que cette limitation est temporaire.
La prison accueillait 322 détenus en octobre 2017, soit un taux d'occupation d'environ 150 % (211 places officielles).

### Coût de la détention
Le coût de la détention à la prison de la Croisée est estimé entre 200 et 230 francs suisses par jour et par détenu.

### Histoire
En 1932, un premier établissement de détention est construit sur le site de l'actuelle prison de la Croisée. L'édifice a pour fonction la prise en charge de personnes alcooliques, internées sur la base du volontariat.
Une série de transformations du site en 1983 permet la création de la prison de la Croisée. L'affectation du site change puisque la prison accueille à partir de cette date des prévenus. La prison est agrandie en 1994, 2004 et 2013.
En juin 2015, plusieurs joueurs du Hockey Club Fribourg Gottéron viennent visiter les détenus et participer à des activités récréatives avec ceux-ci.
Le prêtre catholique Guy Gilbert, connu pour son engagement envers les détenus et sur la thématique pénitentiaire, visite les détenus de la prison en mai 2019.

## Accès au soin
En 2019, la prison de la Croisée sert d'établissement expérimental pour un projet de prévention des maladies transmissibles en milieu pénitentiaire.

## Évasions de 2012
La prison connaît en 2012 deux évasions multiples au cours desquelles 11 détenus parviennent à quitter l'enceinte de l'établissement. La première a lieu dans la matinée du 30 juillet. Cinq détenus parviennent à accéder aux toits de l'établissement avant de franchir un grillage de sécurité et de prendre la fuite sans que le système d'alarme ne se déclenche. L'enquête révèle que les détecteurs infrarouges installés pour détecter les mouvements à l'extérieur des bâtiments avaient été désactivés car jugés obsolètes : un gardien avait déconnecté le système afin d'éviter que des animaux ne le déclenchent inopportunément.
La seconde évasion se déroule dans la nuit du 20 au 21 octobre,,. Aux alentours de 00h, six détenus parviennent à ouvrir les portes de leurs cellules à l'aide des cuillères et des petits couteaux (à bout rond) dont disposent les prisonniers pour manger. Ils occultent les caméras de surveillance puis se dirigent vers un secteur administratif moins sécurisé de la prison. De là, ils peuvent fracturer une porte et casser une fenêtre dépourvue de barreaux, prenant alors la fuite. C'est uniquement lors de leur passage dans la cour que les détecteurs déclenchent l'alarme. Quatre hommes sont retrouvés par la police vaudoise quelques heures après.
À la suite de ces évènements, les dysfonctionnements sécuritaires du pénitencier sont relevés. La conseillère d'État Béatrice Métraux, chargée du domaine pénitentiaire vaudois, ordonne la réalisation d'un audit. Des travaux de sécurisation sont réalisés dans l'urgence, un surveillant est licencié et le directeur de l'établissement démissionne,.